# Burg Bruck im Weiher

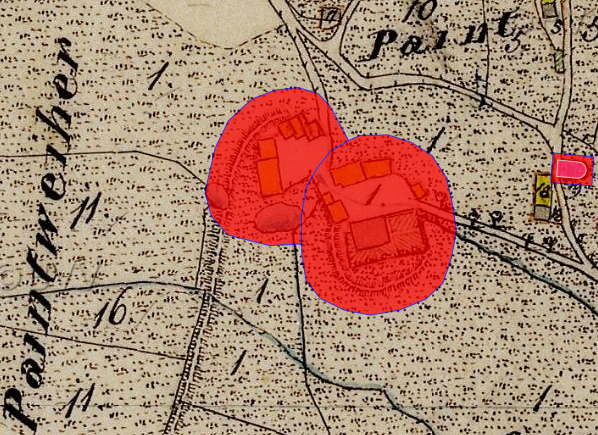
Lageplan der Burg Bruck im Weiher auf dem Urkataster von Bayern

Die abgegangene Burg Bruck im Weiher lag im Ortsteil Oberbruck der oberpfälzer Gemeinde Kulmain  im Landkreis Tirschenreuth (Oberbruck, Haus Nr. 23). Die Örtlichkeit ist als Bodendenkmal ausgewiesen.

## Geschichte
Die urkundlich erste Erwähnung von Oberbruck findet sich in dem Leuchtenberger Lehenbuch von 1400, darin heißt es, Item Hermann, Hanns Albrecht und Ott di Santner haben zu lehen … Hohenbrukk. Vermutlich ist Oberbruck aber eine Gründung aus dem 11. oder 12. Jahrhundert, denn in der hiesigen Kapelle St. Helena findet sich die Jahreszahl „1320“. 1408 wird Georg Pfreimdner mit Oberbruck belehnt, später (1431, 1442) wird er als pfälzischer Lehensmann genannt. Die Burg wurde um 1430 durch die Hussiten zerstört, danach aber wieder aufgebaut. 1437 erhält Georg Pfreimder von Pfalzgraf Ludwig Geld zur Erbauung des Sitzes und der Behausung in Bruck. Pfalzgraf Friedrich I. verleiht dem Georg Pfreimder 1450 erneut die Veste Bruck mit allen Zugehörungen. Auf diesen Georg folgt 1473 Hans Pfreimder mit seinen Brüdern Klaus, Adam und Jobst. 1484 wird der Ansitz hauptsächlich unter den Brüdern Klaus und Adam aufgeteilt. Klaus erhält 1485 den alten Sitz zu Bruck, der daselbst im weyer liegt als Lehen. Adam bekam 1484 den neuen Sitz, die Burg Bruck am Turm.
1510 geht Bruck im Weiher an Hans, den Sohn des Klaus, und Adam Pfreimder sowie an Hans von Brandt zu Pruck. Letzterer scheint bald verstorben zu sein, denn 1518 bis 1539 erscheinen sein Sohn Jörg und die Kinder des verstorbenen Bruders Hans Endres von Brandt. 1545 scheinen die Pfreimder das mehrmals geteilte Lehen wieder in der Hand des Christian Pfreimder vereinigt zu haben. 1570 ist Adam Pfreimder Inhaber des Lehens, diesem folgt sein Sohn Neidhard. Zwischen 1591 und 1609 vereinigt Wolf Veit Pfreimder beide Sitze zu Bruck. Ihm folgt Paul Lorenz Pfreimder. Unter Hans Bernhard Pfreimder werden 1715 beide Sitze endgültig miteinander vereinigt.

## Lage und Baulichkeit
Die Anlage stand im Süden des Ortsteiles Oberbruck, ca. 100 m westlich der Kapelle St. Helena. Am Standort Am Weiher befindet sich heute das Haus Nr. 23. Früher war hier ein leichter Geländesporn, der sich etwa 2 m über den Talboden erhob.
Die Burg muss einen wehrhaften Charakter besessen haben, da sie in den Lehenbriefen immer als Veste bezeichnet wird. Ein Graben um die Burg wurde 1446 angelegt. Im Norden stand ein Bergfried, der aus früherer Zeit stammen muss, da im 15. Jahrhundert solche Türme nicht mehr gebaut wurden. Eventuell war dies ursprünglich eine Ringmauerburg (aus dem 12. oder 13. Jahrhundert), die dann erweitert wurde. Wie aus alten Ansichten zu ersehen ist, war die Burg von drei Seiten mit einer Mauer und einem Weiher umgeben. Von der Kirche führte ein Holzsteg zu der Burg. Das Gebäude selbst war zweigeschossig mit hölzernen Giebeln und einem Satteldach. Im Osten waren zwei Kreuzstockfenster, die auf einen Umbau im 16. Jahrhundert schließen lassen.
1862 wurde das Schlossgut aufgelöst und der Schlossweiher ausgelassen. 1871 brannte der Ansitz am Weiher ab; daraufhin wurden auch die anderen Gebäude abgerissen. 1929 wurde das heutige Haus Nr. 23 errichtet, bei dessen Bau alte Mauerfundamente zum Vorschein kamen.